# مسئله کیریشیما
مسئله کیریشیما (انگلیسی: The Kirishima Thing) فیلمی در ژانر کمدی-درام به کارگردانی دایهاچی یوشیدا است که در سال ۲۰۱۲ منتشر شد. از بازیگران آن می‌توان به مایو ماتسواوکا اشاره کرد.